# Kureküla (vlek)
Kureküla (de naam betekent ‘Kraanvogeldorp’) is een plaats in de Estlandse gemeente Elva, provincie Tartumaa. De plaats heeft de status van groter dorp of ‘vlek’ (Estisch: alevik).
De plaats lag tot in oktober 2017 in de gemeente Rannu. In die maand ging Rannu op in de gemeente Elva.

## Bevolking
De ontwikkeling van het aantal inwoners blijkt uit het volgende staatje:
| Jaar            | 2000 | 2011 | 2017 | 2019 | 2020 | 2021 |
| --------------- | ---- | ---- | ---- | ---- | ---- | ---- |
| Aantal inwoners | 181  | 113  | 119  | 117  | 104  | 96   |

## Ligging
Kureküla ligt ca. 3 km ten oosten van de plaats Tamme aan het meer Võrtsjärv. Kureküla wordt helemaal omgeven door het dorp Kaarlijärve, dat een lagere status heeft, maar meer inwoners (114 in 2021). Ca. 30 km ten noordoosten van de vlek Kureküla ligt een dorp dat tot in 2019 ook de naam Kureküla droeg, maar in dat jaar werd omgedoopt in Lilleküla.

## Geschiedenis
Kureküla werd in 1808 voor het eerst genoemd onder de naam Kurrekülla en behoorde toen tot het landgoed van Rannu. In de jaren twintig van de 20e eeuw werd het buurdorp Pähni bij Kureküla gevoegd. In 1925 heette het dorp Kure ehk Pähni (‘Kure of Pähni’).
In 1977 kreeg Kureküla de status van vlek (alevik), maar moest een deel van zijn grondgebied afstaan aan het buurdorp Noorma.